# Mount Keltie
Mount Keltie ist ein 2640 m hoher Berg in der antarktischen Ross Dependency. In der Conway Range ragt er auf halbem Weg zwischen Mount Kosko und Mount Chalmers auf.
Teilnehmer der Discovery-Expedition (1901–1904) unter der Leitung des britischen Polarforschers Robert Falcon Scott entdeckten ihn. Namensgeber ist John Scott Keltie (1840–1927), Sekretär der Royal Geographical Society von 1892 bis 1915.